# Gare de Liestal
La gare de Liestal (en allemand Bahnhof Liestal) est la gare de Liestal, en Suisse.

## Situation ferroviaire
La gare de Liestal est située à 14 km de celle de Bâle CFF et à 24 km de l'importante gare d'Olten. Elle est également le terminus de la compagnie de chemin de fer de Waldenburgerbahn (WB), une ligne de 13,1 km à voie étroite qui dès janvier 2016, porte le N:19 du réseau du Baselland Transport (BLT).

## Histoire
À l'origine de la construction de cette gare, c'est l'arrivée à Liestal de la ligne de chemin de fer Bâle - Olten en 1854, ligne construite par la Chemins de fer du central suisse (Schweizerische CentralBahn), fondée le 4 février 1853 et intégrée aux CFF en 1902. Le Chemins de fer du central suisse (Schweizerische CentralBahn (SCB) a mis en service le premier tronçon entre Bâle et Liestal le 19 décembre 1854 et il faudra encore 4 ans de travaux avec notamment le percement du tunnel du Tunnel de faîte du Hauenstein (1853 - 1858) pour atteindre Olten.
Une première extension de la gare a été réalisée en 1923. En 1937, construction d'un passage sous-voie et le 12 septembre 1951, après 20 ans de travaux et 3 millions de francs, la nouvelle gare est inaugurée en présence des autorités de la ville et du Canton.
En 2019, plus de 430 trains y circulent quotidiennement sur trois voies. Près de 20 000 voyageurs fréquentent chaque jour cette gare. Elle se trouve sur la ligne S3 du RER bâlois.

## Service des voyageurs

### Desserte
| Origine                | Arrêt précédent         | Train | Train         | Train | Arrêt suivant | Destination               |
| ---------------------- | ----------------------- | ----- | ------------- | ----- | ------------- | ------------------------- |
| Delémont ou Porrentruy | Frenkendorf-Füllinsdorf |       | S             |       | Lausen        | Olten                     |
| Gare de Waldenburg     | Gare de Waldenburg      |       | [Non indiqué] |       | Lausen        | Olten ou Gare de Bâle CFF |

## Projets
Afin d’éviter les conflits de croisements de trains, d'améliorer l'ergonomie de la gare et de pouvoir cadencer au quart d'heure le RER Liestal - Bâle ainsi qu'une importante modification de ligne pour WB, un projet de modernisation est entrepris jusqu'en 2025 par la Division Infrastructure des CFF avec un coût estimé à 400 millions de francs. Le projet implique de porter le nombre de voies à quatre au lieu des trois actuellement sur 1 600 m entraînera des démolitions d’habitation mais aussi du bâtiment voyageurs de la gare, appelée à être entièrement remaniée. De même, il est prévu de modifier les passages souterrains ainsi que d'adapter l'interface CFF-WB. Remarquons que la compagnie Baselland Transport (BLT), procédera au renouvellement complet de l'infrastructure des voies, d'une voie de 750 mm à 1 000 mm.
À la suite de la modernisation de la gare (2019 - 2025), le bâtiment sera modernisé. Un nouvel immeuble abritant des bureaux (3 700 m2) et un bâtiment administratif pour le canton (12 500 m2) seront construits.